# Earl Williams (Basketballspieler)
Earl Lee Williams (hebräisch ארל לי וויליאמס; * 24. März 1951 in Levittown (Pennsylvania)) (auch Eliezer Ben Abraham) ist ein ehemaliger US-amerikanisch-israelischer Basketballspieler.

## Werdegang
Williams spielte in seinem Heimatland als Schüler Basketball für die Mannschaft der Woodrow Wilson High School und als Student für die Hochschulmannschaft der Winston-Salem State University.
In der National Basketball Association (NBA) bestritt er insgesamt 146 Spiele (4,5 Punkte je Begegnung). Williams’ erste Auslandsstation war Alvik BK in Schweden.
Bei Maccabi Tel Aviv stand er zwischen 1979 und 1983 unter Vertrag. Williams gewann mit der Mannschaft 1981 den Europapokal der Landesmeister. Im Endspiel gegen Virtus Bologna erzielte er 20 Punkte. 1980 noch hatte er mit Maccabi das Endspiel im selben Wettbewerb verloren, als man in der West-Berliner Deutschlandhalle Real Madrid unterlag. Williams erzielte in diesem Spiel 31 Punkte.
Mit Maccabi wurde Williams des Weiteren viermal israelischer Meister und Pokalsieger (jeweils 1980, 1981, 1982, 1983). 1981 errang man ebenfalls den Sieg im Interkontinentalpokal. In der israelischen Liga erreichte Williams in der Hauptrunde 1985/86 den höchsten Punktedurchschnitt (21,1 je Begegnung) seiner Vertragszeit bei Maccabi. 2013 wurde er in die Ruhmeshalle von Maccabi Tel Aviv aufgenommen.
Williams trat 1982 zum jüdischen Glauben über, nahm den Namen Eliezer Ben Abraham an und wurde israelischer Staatsbürger.
Von 1983 bis 1985 spielte er in Italien. Williams war für seine kraftbetonte und hitzköpfige Spielweise sowie seine Stärken beim Rebound und beim Wurf in Korbnähe bekannt. Später spielte er für weitere Mannschaften in Israel.
Williams kehrte in sein Heimatland zurück und ließ sich im Bundesstaat New Jersey nieder. Er war zeitweise Basketballtrainer an der Garfield Park Academy in der Ortschaft Willingboro.